# Schuimcicaden
Schuimcicaden (Cercopidae) zijn een familie van insecten die behoren tot de onderorde cicaden (Auchenorrhyncha). Bekende soorten zijn het schuimbeestje en de bloedcicade.

## Kenmerken
Het gedrongen lichaam is bij veel soorten vrij saai gekleurd, soms met een opvallend rood, zwart of geel vlekkenpatroon. Het halsschild is breder dan de kop en de achterpoten zijn bezet met stekels. Ze hebben duidelijk herkenbare grote, ronde ogen. De lichaamslengte bedraagt 0,5 tot 2 cm.

## Leefwijze
Alle soorten maken een schuimnest als larve en leven hierin van plantensappen. De volwassen exemplaren blijven klein en worden nog geen centimeter lang. Het schuim dient tevens als schuilplaats en beschermt hen tegen uitdroging. Eieren worden in de grond of in plantenweefsels gelegd.

## Verspreiding en leefgebied
Deze familie komt wereldwijd voor in warmere streken, in struiken, bomen en op kruidachtige planten.

## Geslachten
De familie omvat de voldende geslachten:
- Abidama Distant, 1908
- Aeneolamia Fennah, 1949
- Alluaudensia Lallemand, 1920
- Amberana Distant, 1908
- Ambonga Melichar, 1915
- Anoplosnastus Schmidt, 1910
- Anyllis Kirkaldy, 1906
- Aracamunia Fennah, 1968
- Aufidus Stål, 1863
- Aufiterna Kirkaldy, 1906
- Augustohahnia Schmidt, 1920
- Baetkia Schmidt, 1920
- Baibarana Matsumura, 1940
- Bandusia Stål, 1866
- Blötea Lallemand, 1957
- Bourgoinrana Soulier-Perkins, 2012
- Bradypteroscarta Lallemand, 1949
- Callitettix Stål, 1865
- Caloscarta Breddin, 1903
- Carachata Carvalho & Sakakibara, 1989
- Carpentiera Lallemand, 1954
- Catrimania Fennah, 1968
- Cercopicesa Koçak & Kemal, 2008
- Cercopis Fabricius, 1775
- Chinana Lallemand, 1927
- Choconta Fennah, 1979
- Clypeocarta Lallemand & Synave, 1955
- Colsa Walker, 1857
- Considia Stål, 1865
- Cosmoscarta Stål, 1869
- Delassor Fennah, 1949
- Deois Fennah, 1949
- Deoisella Costa & Sakakibara, 2002
- Dulitana Lallemand, 1939
- Ectemnocarta Lallemand, 1939
- Ectemnonotops Schmidt, 1910
- Ectemnonotum Schmidt, 1909
- Eoscarta Breddin, 1902
- Eubakeriella Lallemand, 1923
- Euglobiceps Lallemand, 1923
- Euryaulax Kirkaldy, 1906
- Euryliterna Blöte, 1957
- Ferorhinella Carvalho & Webb, 2004
- Funkhouseria Lallemand, 1938
- Guarania Nast, 1950
- Gynopygocarta Lallemand, 1930
- Gynopygoplax Schmidt, 1909
- Haematoloma Haupt, 1919
- Haematoscarta Breddin, 1903
- Helioscarta Lallemand, 1956
- Hemiaufidus Schmidt, 1920
- Hemibandusia Schmidt, 1920
- Hemicercopis Schmidt, 1920
- Hemieoscarta Lallemand, 1949
- Hemiliterna Lallemand, 1949
- Hemiplagiophleboptena Lallemand, 1949
- Hemitomaspis Lallemand, 1949
- Hemitrichoscarta Lallemand & Synave, 1961
- Hemitriecphora Lallemand, 1949
- Heteroliterna Lallemand, 1949
- Homalogrypota Schmidt, 1920
- Homalostethus Schmidt, 1910
- Huaina Fennah, 1979
- Hyalotomaspis Lallemand, 1949
- Hyboscarta Jacobi, 1908
- Iphirhina Fennah, 1968
- Ischnorhina Stål, 1869
- Isozulia Fennah, 1953
- Jacobsoniella Melichar, 1914
- Janssensia Lallemand, 1954
- Jeanneliensia Lallemand, 1920
- Kanaima Distant, 1909
- Kanoscarta Matsumura, 1940
- Kanozata Matsumura, 1940
- Korobona Distant, 1909
- Kotozata Matsumura, 1940
- Kuscarta Matsumura, 1940
- Laccogrypota Schmidt, 1920
- Lamprochlamys Fennah, 1966
- Lehina Melichar, 1915
- Leptataspis Schmidt, 1910
- Leptoliterna Lallemand, 1949
- Leptynis Jacobi, 1921
- Lieftinckana Lallemand & Synave, 1955
- Liorhinella Haglund, 1899
- Literna Stål, 1866
- Locris Stål, 1866
- Luederwaldtia Schmidt, 1922
- Lujana Lallemand, 1954
- Machadoa Lallemand & Synave, 1952
- Mahanarva Distant, 1909
- Makonaima Distant, 1909
- Marcion Fennah, 1951
- Maxantonia Schmidt, 1922
- Megastethodon Schmidt, 1910
- Mioscarta Breddin, 1901
- Monecphora Amyot & Serville, 1843
- Moultoniella Lallemand, 1923
- Neocercopis Lallemand, 1932
- Neolaccogrypota Lallemand, 1924
- Neomonecphora Distant, 1909
- Neoporpacella Lallemand & Synave, 1961
- Neosphenorhina Distant, 1909
- Nesaphrogeneia Kirkaldy, 1907
- Nesaulax Jacobi, 1917
- Notozulia Fennah, 1968
- Okiscarta Matsumura, 1940
- Olcotomaspis Lallemand, 1949
- Opistharsostethus Schmidt, 1911
- Orodamnis Fennah, 1953
- Orthorhinella Schmidt, 1910
- Oxymegaspis Schmidt, 1911
- Pachacanthocnemis Schmidt, 1910
- Pachypterinella Lallemand, 1927
- Panabrus Fennah, 1953
- Paphnutius Distant, 1916
- Paracercopis Schmidt, 1925
- Paraliterna Lallemand, 1949
- Paralocris Lallemand, 1949
- Paramioscarta Lallemand, 1949
- Paramonecphora Lallemand & Synave, 1954
- Parapisidice Lallemand, 1949
- Petyllis Kirkaldy, 1906
- Phlebarcys Schmidt, 1910
- Phymatostetha Stål, 1870
- Pisianax Jacobi, 1921
- Pisidice Jacobi, 1912
- Plagiophleboptena Schmidt, 1910
- Poeciloterpa Stål, 1870
- Pogonorhinella Schmidt, 1910
- Porpacella Schmidt, 1910
- Prosapia Fennah, 1949
- Pseudaufidus Blöte, 1957
- Pseudeoscarta Lallemand, 1933
- Pseudocercopis Schmidt, 1920
- Pseudomachaerota Melichar, 1915
- Radioscarta Lallemand, 1923
- Rhinastria Kirby, 1891
- Rhinaulax Amyot & Serville, 1843
- Schistogonia Stål, 1869
- Serapita Schmidt, 1909
- Simeliria Schmidt, 1909
- Simorhina Jacobi, 1908
- Sphenoclypeana Lallemand & Synave, 1952
- Sphenorhina Amyot & Serville, 1843
- Stenaulophrys Jacobi, 1921
- Straelenia Lallemand & Synave, 1955
- Suracarta Schmidt, 1909
- Synavea Lallemand, 1955
- Tadascarta Matsumura, 1940
- Tapaiuna Fennah, 1968
- Telogmometopius Jacobi, 1921
- Thoodzata Distant, 1908
- Tiodus Nast, 1950
- Tomaspis Amyot & Serville, 1843
- Tomaspisina Distant, 1909
- Tomaspisinella Lallemand, 1927
- Trichoscarta Breddin, 1902
- Triecphorella Nast, 1933
- Tropidorhinella Schmidt, 1910
- Typeschata Schmidt, 1920
- Vigilantius Distant, 1916
- Villiersana Lallemand, 1942
- Vorago Fennah, 1949
- Zuata Fennah, 1968
- Zulia Fennah, 1949